# Manuel Comeres
Manuel Comeres (finals s. XVII - Alacant, 18 de gener de 1764), fou un sacerdot i mestre de capella alacantí.

## Vida
S'ordenà sacerdot i es traslladà a València, on oposità per aconseguir el magisteri de capella de la capital valenciana, però quedà en segon lloc. 
Fou mestre de capella de San Nicolàs d'Alacant, càrrec que ocupà, sense oposició, el 23 d'abril de 1723, quan substituí Isidre Escorihuela. Segons Ernesto Villar, músic i estudiós de la col·legiata de San Nicolás d'Alacant, el seu nomenament fou gràcies a les mostres de simpatia i les virtuts en l'art del contrapunt, desenvolupades a través dels cànons, i al coneixement de la teologia que posseïa Comeres. Ocupà el càrrec al capdavant del magisteri  fins al 1762, en què sol·licità el seu relleu per motius de salut a favor del contralt Mn. Gabriel Aznar, compositor a qui considerava molt competent pel càrrec. Aznar entrà primer com interí fins que, a causa d'un empitjorament de la salut de Comeres, aquest últim sol·licità la seva jubilació, la qual cosa li concediren mantenint el seu salari fins a la seva mort.
El 29 i 30 de setembre de 1754 formà part del jurat de les oposicions per cobrir la plaça vacant d'arpista i organista de la mateixa capella juntament amb Juan Acuña i Bartolomé Falomir, prevere i contralt de la capella alacantina.

## Estil musical
Segons Flores i Madrid, la música de Comeres representa la continuïtat del Barroc heretat d'Isidre Escorihuela i Rodríguez, evolucionant cap a un barroc tardà que culminarà en la figura de Agustí Iranzo
Tant Villar com Aguilar Gómez afirmen que les composicions de Comeres estan basades en el cant pla, a excepció dels villancets, i el contrapunt clàssic. Villar a més, afegeix que en la seva música domina l'estil d'imitació canònica i l'interès recau en les veus. La major part dels violins manca d'expressió melòdica, sent rellevats al paper d'acompanyant, caracteritzats per l'abundància en la forma arpegiada.

## Obres
La producció conservada d'aquest mestre és molt variada. Tot i que la major part de les seves obres han desaparegut, se'n conserven dues a l'arxiu de la Catedral de València, un Laudate i un Magnificat a 8v i baix xifrat i algunes al arxiu de la Col·legiata de San Nicolàs d'Alacant.
Conservades a la Catedral de València:
- Laudate - a 8 veus i baix xifrat.
- Magnificat - a 8 veus i baix xifrat.

Salms:
- Laetatus est (1733) - a 4 veus, violins i baix continu.
- Credidi - en Sol menor, compost en homenatge a les Vespres del Santíssim Sacrament (1737).
- Dixit Dominus (dos exemplars).
- Lauda Jerusalem - a 4 veus, violins i baix continu.
- Magnificat - a 4 veus, violins i baix continu.

Altres obres:
- Missa a quatre veus i faux-bourdon.
- Villancets de Kalendas (dos) - a 4 veus.
- Responsori Domine secundum (1747) - a 4 veus, alternat amb fragments de cant pla.